# دانيال أمادور
دانيال أمادور (بالإسبانية: Daniel Amador)‏ هو لاعب كرة قدم مكسيكي، ولد في 22 مارس 1997 في Comondú Municipality ‏ في المكسيك. لعب مع نادي كوريكامينوس ‏.

## وصلات خارجية
- دانيال أمادور على موقع قاعدة بيانات كرة القدم.إي يو (الإنجليزية)
- دانيال أمادور على موقع Soccerway.com (الإنجليزية)